# Hahnheimer Fibel

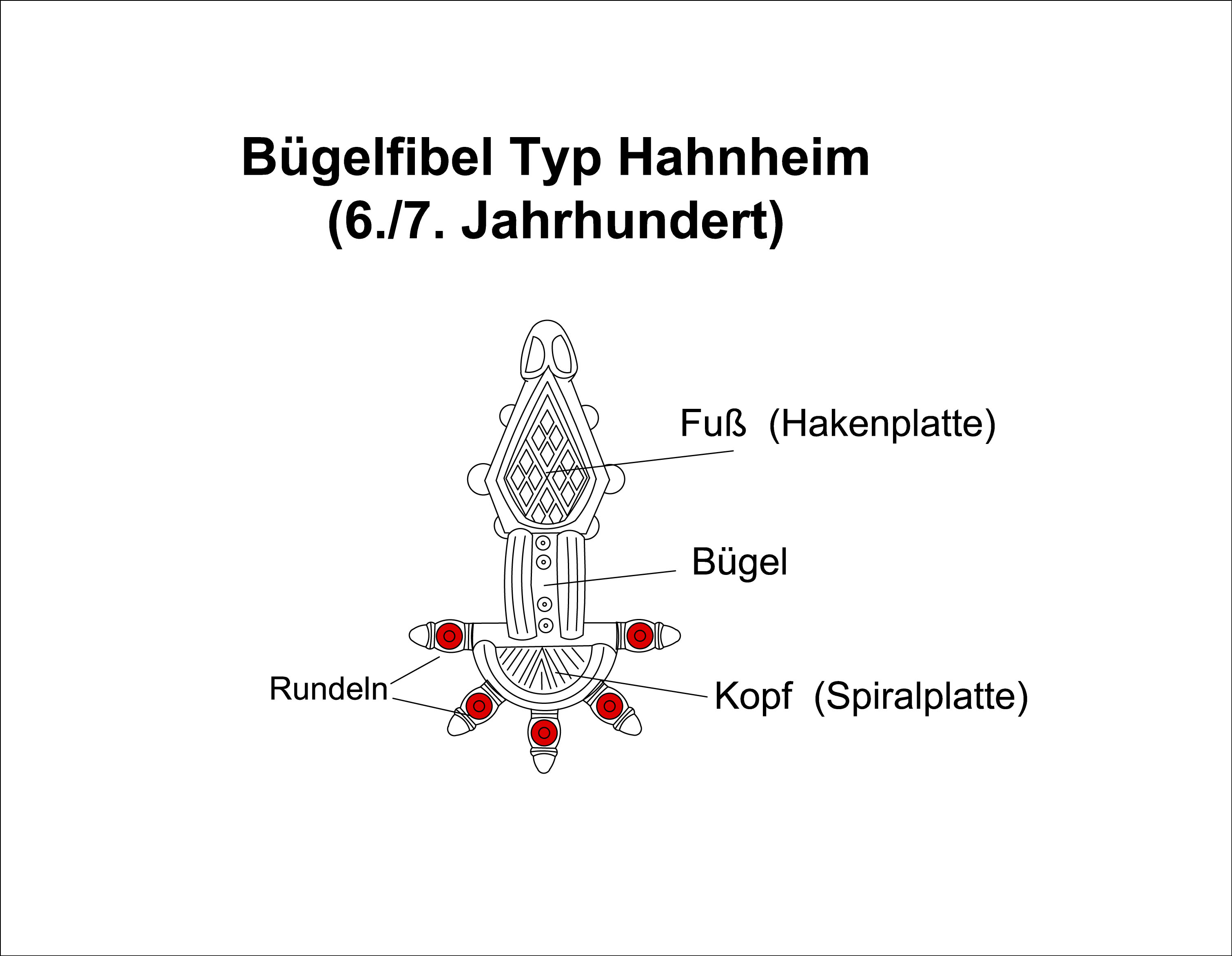
Idealisierte Umzeichnung einer Bügelfibel Typ Hahnheim (Form 1).

Eine Fibel Typ Hahnheim ist eine frühmittelalterliche Form einer Bügelfibel und gehört zu den Fünfknopffibeln. Sie war im 5. und 6. Jahrhundert Bestandteil einer fränkischen Frauentracht, der sogenannten Vierfibeltracht. Sie wurden meist paarweise übereinander zur Befestigung einer Amulettkette oder eines Gehängebands im Schossbereich eines togaartigen Kleides getragen und galten als Statussymbol.

## Namensgebung
Benannt ist dieser Fibeltyp nach der Typuslokalität, dem fränkischen Gräberfeld von Hahnheim im Landkreis Mainz-Bingen in Rheinland-Pfalz. Ein aus Grab 57 des Gräberfeldes stammendes Bügelfibelpaar wurde erstmals 1940 von Herbert Kühn als eigenständige Typengruppe definiert. Der Fund konnte über eine ebenfalls zum Inventar des Grabes gehörende Münze, eine Siliqua des letzten Ostgotenkönigs Teja (552–553), in die zweite Hälfte des 6. Jahrhunderts datiert werden, wobei die Zugehörigkeit der Münze zum geschlossenen Fundkomplex des Grabes umstritten ist. Bei der Bearbeitung der Sammlung Diergardt stellte Joachim Werner die Gruppe 1961 erneut auf und kartierte 37 Fundstellen.

## Beschreibung
Bügelfibeln vom Typ Hahnheim sind meist aus Silber oder aus Bronze gegossen und häufig vergoldet. Sie wurden in der Regel paarweise in Verbindung mit einer Amulettkette oder einem Gehängeband getragen. Im Design weisen sie ostgermanische, gotische Einflüsse aus dem Donaugebiet auf.
Die Kopfplatte (Spiralplatte) ist halbrund und mit eingravierten Ornamenten verziert. Von ihr gehen strahlenförmig fünf mehrfach profilierte Knöpfe mit Rundeln ab, die mit jeweils einem Almandin besetzt sind. Der flache, bandförmige Bügel ist mit einer schlicht ornamentierten Mittelrippe versehen. Er endet in einer rhombischen Fußplatte (Hakenplatte), die mit geometrischen Mustern verziert ist. Die Spitze der Fußplatte ist als Tierkopf im Stil II des germanischen Tierstils ausgestaltet.
Anhand der Ornamentik der Fußplatte wird eine Unterteilung des Types in eine östliche Form 1 und eine westliche Form 2 vorgenommen. Nach dem Vorschlag von Max Martin gehören der Form 1 solche Bügelfibeln des Typs Hahnheim an, bei denen die Fußplatte mit einer zweifachen Rautengliederung versehen ist. Hierbei ist die Fläche in vier Rhomben unterteilt, welche ihrerseits durch ein Rillenkreuz in vier kleine Rhomben zerlegt sind. Die Fußplatte der Form 2 ist mit einem kreuzförmigen Rillenornament verziert.
Ein bisher singulärer Fund aus El Hontanar bei Valencia in Spanien, der ansonsten der westlichen Form 2 zuzuordnen ist, weist einen der Tierkopfspitze der Fußplatte vorgesetzten schildförmigen Fortsatz auf. Die Oberseite des Appendix ist mit vier über Ritzlinien kreuzförmig verbundenen Kreisaugen verziert. Eine solche Verlängerung der Fußplatte ist bislang innerhalb der Hahnheimer Gruppe ohne Parallelen.

## Verbreitung
Noch vor Anfang des 6. Jahrhunderts kommen die Fünfknopfbügelfibeln vom Typ Hahnheim bei merowingischen Frauentrachten, insbesondere bei den sogenannten Vier-Fibel-Trachten, in Mode und bleiben bis ins 7. Jahrhundert nachweisbar. Ihr Hauptverbreitungsgebiet ist das fränkische Kernland, genauer der Mittelrhein, das heutige Belgien, Südengland und der nordfranzösische Raum. Wobei in Nordfrankreich vor allem die westliche Form 2, im Rheingebiet und Südengland die östliche Form 1 auftritt. Einzelne Stücke beider Formen finden sich jedoch im gesamten fränkischen Einflussgebiet.

## Verwandte Typen
Ähnlich gestaltet sind auch die Typen Junkersdorf, bei der die Hakenplatte langgestreckter ist, sowie der Typ Dounai.
Der Formensprache der Hahnheimer Fibel nahe kommt auch der zeitgleiche Typ Bittenbrunn. Der Bügel dieses Typs ist jedoch schmaler und höher, was ihn näher an die gotischen Vorbilder rückt. Auch sind die von der Kopfplatte abgehenden Knöpfe nicht mit Edelsteinen besetzt. Bei identischem Verbreitungsgebiet kommt die Bügelfibel des Typs Bittenbrunn seltener vor.